# Lucienne Schmith
Lucienne Schmith-Couttet (ur. 27 listopada 1926 w Chamonix, zm. 4 października 2022 tamże) – francuska narciarka alpejska, trzykrotna medalistka mistrzostw świata. 
Wystartowała na igrzyskach olimpijskich w Sankt Moritz w 1948 roku, gdzie zajęła dziesiąte miejsce w zjeździe i kombinacji oraz dwudzieste w slalomie. Podczas rozgrywanych dwa lata później mistrzostw świata w Aspen wywalczyła brązowy medal w gigancie. W zawodach tych wyprzedziły ją jedynie dwie Austriaczki: Dagmar Rom i Trude Jochum-Beiser. Na tej samej imprezie była piąta w slalomie i szósta w zjeździe. Brała też udział w mistrzostwach świata w Åre w 1954 roku, gdzie zdobyła trzy medale. Najpierw była trzecia w zjeździe, ulegając Idzie Schöpfer ze Szwajcarii i Austriaczce Trude Klecker. Następnie wywalczyła złoty medal w gigancie, zdobywając tym samym pierwszy w historii złoty medal dla Francji w tej konkurencji. Wyprzedziła tam Szwajcarkę Madeleine Berthod i Jannette Burr z USA. Ponadto zajęła trzecie miejsce w kombinacji, plasując się za Schöpfer i Berthod.
Była mistrzynią Francji w slalomie w latach 1946, 1948.
Jej kuzyn James Couttet także uprawiał narciarstwo alpejskie.

## Osiągnięcia

### Igrzyska olimpijskie
| Miejsce | Dzień    | Rok  | Miejscowość  | Konkurencja | Czas biegu | Strata    | Zwyciężczyni     |
| ------- | -------- | ---- | ------------ | ----------- | ---------- | --------- | ---------------- |
| 10.     | 2 lutego | 1948 | Sankt Moritz | Zjazd       | 2:28,3     | +6,9      | Hedy Schlunegger |
| 10.     | 4 lutego | 1948 | Sankt Moritz | Kombinacja  | 6,58 pkt   | +4,92 pkt | Trude Beiser     |
| 20.     | 5 lutego | 1948 | Sankt Moritz | Slalom      | 1:57,2     | +23,4     | Gretchen Fraser  |

### Mistrzostwa świata
| Miejsce | Dzień     | Rok  | Miejscowość  | Konkurencja | Czas biegu | Strata    | Zwyciężczyni        |
| ------- | --------- | ---- | ------------ | ----------- | ---------- | --------- | ------------------- |
| 10.     | 2 lutego  | 1948 | Sankt Moritz | Zjazd       | 2:28,3     | +6,9      | Hedy Schlunegger    |
| 10.     | 4 lutego  | 1948 | Sankt Moritz | Kombinacja  | 6,58 pkt   | +4,92 pkt | Trude Beiser        |
| 20.     | 5 lutego  | 1948 | Sankt Moritz | Slalom      | 1:57,2     | +23,4     | Gretchen Fraser     |
| 3.      | 13 lutego | 1950 | Aspen        | Gigant      | 1:29,6     | +0,4      | Dagmar Rom          |
| 5.      | 15 lutego | 1950 | Aspen        | Slalom      | 1:47,8     | +3,2      | Dagmar Rom          |
| 6.      | 17 lutego | 1950 | Aspen        | Zjazd       | 2:06,6     | +3,4      | Trude Jochum-Beiser |
| 3.      | 2 marca   | 1954 | Åre          | Zjazd       | 1:29,2     | +0,3      | Ida Schöpfer        |
| 1.      | 4 marca   | 1954 | Åre          | Gigant      | 1:38,9     | -         | -                   |
| 24.     | 6 marca   | 1954 | Åre          | Slalom      | 2:01,93    | +16,45    | Trude Klecker       |
| 3.      | 6 marca   | 1954 | Åre          | Kombinacja  | 4,75 pkt   | +3,82 pkt | Ida Schöpfer        |